# دایان بیش
دایان جویس بیش (انگلیسی: Diane Joyce Bish؛ زاده ۲۵ مهٔ ۱۹۴۱) مشهور به دایان بیش (به انگلیسی: Diane Bish)، نوازنده ارگ، آهنگساز، رهبر ارکستر، و همچنین تهیه‌کننده اجرایی آمریکایی است. او مجری مجموعه تلویزیونی شادی موسیقی است.به عنوان یک نوازنده کنسرت او در کنسرت‌هایی در سراسر آمریکای شمالی و اروپا اجرا می‌کند.دایان بیش در ویچیتا کانزاس کوچک‌ترین دختر هوارد لروی بیش و همسرش استر ژانت، متولد شوسلر، متولد شد. پدربزرگ و مادربزرگ او، جورج هارولد شوسلر و ماگدالنا بندر، در طول دهه ۱۸۷۰ از اشلباخ، آلمان، به فورلی، کانزاس مهاجرت کردند. بیش از پایان دبیرستان نام میانی خود را از «جویس» به «جوی» تغییر داد.

## برنامه شادی موسیقی
به گفته بیش، سه هدف برای برنامه شادی موسیقی وجود دارد: "نمایش کلیساها و ارگ‌های بزرگ با اجرای موسیقی کلاسیک و مقدس؛ انعکاس "تعالی در همه چیز و همه چیز برای جلال خدا". و برای آموزش، الهام بخشیدن و غنا بخشیدن به زندگی مردم از طریق عطایای خلقت خداوند»
ایده چیزی که به برنامه شادی موسیقی تبدیل شد، زمانی شروع شد که بیش به ضبط‌های E. Power Biggs در حال نواختن ارگ‌های معروف اروپایی گوش داد. زمانی که او در دبیرستان تحصیل می‌کرد فکر می‌کرد برای شنوندگان خوب است که بتوانند اندام‌ها و محیط اطرافشان را ببینند و همچنین آنها را بشنوند. پس از فارغ‌التحصیلی از کالج، زمانی که بیش در اروپا تحصیل می‌کرد و ارگ‌های مختلف اروپایی می‌نواخت، همچنان به رؤیای خود برای میزبانی یک برنامه تلویزیونی فکر می‌کرد.

## دیسکوگرافی
بیش از ۳۰ قطعه ضبط شده در بسیاری از ارگ‌های بزرگ جهان، از جمله ارگ مشهور مولر سنت باوکرک (یا گروت کرک) در هارلم، هلند، کلیسای جامع کانتربری، و کلیسای جامع نوتردام در پاریس، ساخته شده‌است. او اولین زن آمریکایی است که در ارگ کلیسای جامع فرایبورگ در فرایبورگ آلمان ضبط می‌کند. ضبط‌های او شامل موسیقی برای ارگ و ارکستر، برنج و ارگ، ویولن سل و ارگ، بسیاری از شاهکارهای بزرگ برای ارگ انفرادی، آهنگ‌های اصلی و تنظیم سرود است.
- هنرمند دایان بیش (۱۹۷۸)
- جشنواره کریسمس (۱۹۷۰)
- لوله‌های باشکوه (۱۹۹۰)
- شکوه اندام (۱۹۸۰)
- اندام‌های بزرگ اروپایی (۱۹۹۰)
- سرودهای روی اندام مرجانی ریج
- شادی کریسمس (۱۹۸۰)، همراه با گروه کر دایان بیش در ارگ
- شادی موسیقی سرودها و کلاسیک‌ها را ارائه می‌کند (۱۹۹۰)